# 阿尤島
0°22′29″N 131°02′45″E / 0.37472°N 131.04583°E

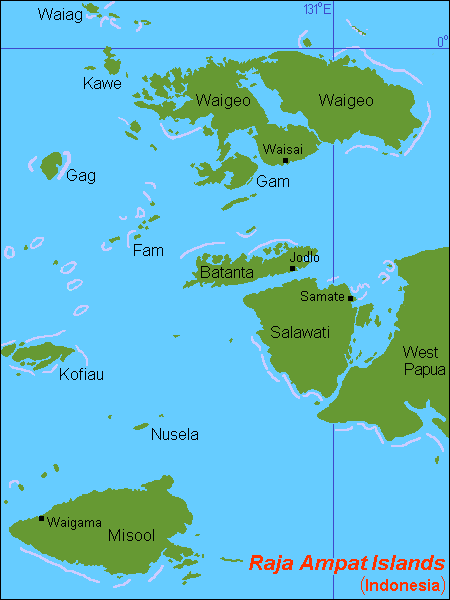

阿尤島（Pulau Ayu）是印度尼西亞的島嶼，屬於阿尤群島的一部分，位於衞吉島以北，由西巴布亞省負責管轄，面積5.06平方公里，該島被兩座珊瑚礁環繞。

## 外部連結
- Pulau Ayu Information （页面存档备份，存于）
- Detailed Maps （页面存档备份，存于）